# Adil Candemir
Adil Candemir, né en 1917 à Amasya et mort le 12 janvier 1989, est un lutteur turc spécialiste de la lutte libre.

## Carrière
Adil Candemir participe aux Jeux olympiques d'été de 1948 à Londres en lutte libre et remporte la médaille d'argent dans la catégorie des poids moyens.